# Породице у Народноослободилачкој борби
У току Другог светског рата на подручју Југославије страдало је око 1.700.000 људи, а међу њима се налази велики број породица чији су сви чланови или део њих страдали као борци у јединицама Народноослободилачке војске, као припадници Народноослободилачког покрета или као жртве фашистичког терора. Многе породице страдале су у страховитом терору окупатора — његових казнених експедиција, али и терору домаћих издајника. Велики је број породица чији су сви чланови били заточени у концентрационим логорима у Југославији, Немачкој или другим местима окупиране Европе.

## Списак истакнутих породица страдалих у НОР
Овде се налази списак породица чији су готово сви чланови учествовали у Народноослободилачкој борби, а један или више чланова проглашено је за народне хероје:

#### Ацев
Припадници познате македонске породице Ацев учествовали су у многим ратовима и борбама за ослобођење Македоније. Дончо Ацев, учесник Илинданског устанка из 1903, заједно са своје троје деце — Мирчетом, Димчетом и Вером, учествовао је у Народноослободилачкој борби. Мирче и Димче су страдали као партизански борци, а Мирче је као један од организатора НОБ у Македонији, посмртно одликован Орденом народног хероја. Њихова сестра Вера, која је после рата била активни друштвено-политички радник СР Македоније, такође је одликована Орденом народног хероја.

#### Баковић
Четворо деце из загребачке породице Фрање Баковића — Зденка, Јерко, Рајка и Младен учествовали су Народноослободилачкој борби. Сестре Рајка и Зденка страдале су почетком 1942. као загребачке илегалке, а њихова браћа Младен и Јерко били су затворени у логору Јасеновац. Само је Јерко дочекао крај рата, а Рајка је постхумно проглашена за народног хероја.

#### Барух
Сви чланови јеврејске сефардске породице Барух из Београда погинули су током рата. Браћа Исидор (проглашен за народног хероја), Јосип и Бора Барух, погинули су као партизански борци, а њихове сестре Рахела и Берта су страдале као заточенице логора на Бањици. У току рата страдао је и Лазар Симић, муж Рахеле Барух.

#### Бендераћ
Седморица синова солунског борца Јакше Бендераћа, из Клобука, код Требиња, активно су учествовала у Народноослободилачкој борби. Поред њега погинула су и четворица његових синова — Манојло, Вељко, Мирко и Миле. После ослобођења, као војни пилот страдао је његов син Новак. Један од Јакшиних синова, Манојло Бендераћ Мајо, проглашен је за народног хероја.

#### Букумировић
Четворо деце из породице Букумировић учествовали су у Народноослободилачком покрету. Мирослав Букумировић је маја 1942. ухапшен и у затвору је извршио самоубиство скоком кроз прозор, а после рата је проглашен за народног хероја. Његове сестре Србијанка, Јованка и Ружица, ухапшене су октобра 1943. и затворене у логору на Бањици. Србијанка и Јованка су стрељане септембра 1944. године.

#### Витасовић
Четворо деце земљорадника Ивана Витасовића из сремског села Лаћарк, код Сремске Митровице, страдало је током Народноослободилачког рата. Синови Тривун и Ранко, погинули су као партизански борци, а Стево је убијен у логору Јасеновцу. Ћерка Радинка звана „Лепињица“, била је позната сремска партизанка и умрла је августа 1943. од последица рањавања. Тривун звани „Трива Лебарник“ проглашен је за народног хероја.

#### Дапчевић
Четворо деце православног свештеника Јована Дапчевића, из околине Цетиња, учествовало је у Народноослободилачкој борби — Пеко, Владо, Милутин и Даница. Сво четворо су преживели рат. Пеко је из рата изашао као генерал-лајтнант и народни херој, а касније је био начелник Генералштаба ЈНА и Савезни секретар за саобраћај и везе, док су се Владо, Милутин и Даница 1948. изјаснили за Резолуцију Информбироа, након чега су били заточени у затвору на Голом отоку.

#### Дудић
Сви чланови породице предратног комунисте Драгојла Дудића, из села Клинци, код Ваљева, учествовали су у Народноослободилачкој борби. Он је 1941. са сином Милошем ступио у партизане и био председник Главног Народноослободилачког одбора Србије. Погинуо је новембра 1941, а његов син је умро 1944. од последица рањавања. Ћерка Перса страдала је као заточеница логора Аушвиц, док су супруга Стевка и ћерка Зорка, које су биле заточене у логору на Бањици, преживеле рат. Драгојло и његов син Миша проглашени су за народне хероје.

#### Јовановић
Петоро деце Димитрија и Данице Јовановић из Крагујевца били су активни учесници Народноослободилачке борбе. Синови — Милош Миша, Милован Лале и Мирко били су партизански борци од 1941. и борили су се у редовима Прве пролетерске бригаде. Сестре Зага и Зора такође су учествовале у рату. Зага је као илегалка у Београду радила у илегалној штампарији ЦК КПЈ на Бањици, док је Зора била борац Првог шумадијског одреда. Заробљена је 1942. и октобра исте године стрељана у логору Бањица. Најмлађи брат Мирко био је генерал-пуковник ЈНА и одликован је Орденом народног хероја.

#### Јосифовски
Породица Цветана и Лефте Јосифовски из Прилепа активно је учествовала у Народноослободилачкој борби. Њихова деца — Аспарух, Кузман, Мара и Стефанка били су партизански борци. Кузман који је био организатор устанка у западној Македонији, убијен је од стране бугарске полиције фебруара 1944. у Скопљу, а после рата је проглашен за народног хероја. Ћерка Мара радила је као илегалка у Битољу, а после је била борац Битољског партизанског одреда. Погинула је 3. маја 1942. у борбама против бугарске војске. Најстарији син Аспарух био је после рата мајор ЈНА, а мајка Лефта Јосифовска изабрана је децембра 1944. за потпредседницу АФЖ Македоније.

#### Ковачевић
- Породица народног хероја Саве Ковачевића, команданта Треће ударне дивизије и члана Врховног штаба, активно је учествовала у Народноослободилачкој борби. Савин старији брат Никола Ковачевић, који је био прератни револуционар и члан КПЈ од 1920, за време рата се налазио у САД, а у НОБ су учествовали његова супруга Љубица, ћерка Вјера и синови Митар и Драган. Заједно са Савом, током битке на Сутјесци, јуна 1943. погинули су његов отац Благоје, брат Јанко и синовац Драган, који му је био курир. Поред Саве, Орденом народног хероја одликован је и његов братић Митар.[1][2]
- Седморица синова Петра и Јоке Ковачевић из Грахова, код Никшића, учествовала су у Народноослободилачкој борби. Од њих седморице посебно се истичу — Павле, Станко, Мирко, Војо и Василије. Орденом народног хероја одликовани су Војо и Василије, који су преживели рат, као и постхумно Мирко, који је био и шпански борац.[1]

#### Кончар
Породица Раде Кончара, члана ЦК КП Хрватске и ЦК КП Југославије, активно је учествовала у Народноослободилачкој борби. Поред њега током рата страдала је његова супруга Драгица и брат Богдан. Радетов син такође Раде, рођен 1942, пар месеци после очевог стрељана, био је најмлађи загребачки илегалац, за којим су трагали усташка полиција и Гестапо. Раде Кончар и његова супруга Драгица проглашени су за народне хероје.

#### Мажар
Чланови породице Николе и Марије Мажар из Бањалуке, су још пре рата активно учествовали у револуционарном покрету. Браћа Јосип, Ивица, Драго и Бошко, као и њихова сестра Нада и мајка Марија, били су активни учесници Народноослободилачке борбе. Током рата погинула су три брата (Јосип, Ивица и Бошко), као и њихова мајка Марија. Орденом народног хероја постхумно су одликовани Јосип и Ивица, као и њихов брат Драго који је преживео рат. Надин супруг Слободан Митров Данко, такође је проглашен за народног хероја.

#### Миклавц
Читава породица Миклавц из Љубљане учествовала је у Народноослободилачкој борби — Јустин Миклавц звани „Очко“, његова супруга Ангела звана „Мамица“, као и синови Владо звани „Хенрих“, Фердинад звани „Нанд“, Јустин и Франц звани „Винко“. Током рата страдала су тројица његових синова — Франц, Владо и Фердинад. Владо Миклавц, који је током десанта на Дрвар 25. маја 1944, страдао као пратилац Едварда Кардеља, проглашен је за народног хероја.

#### Митровић
Сви чланови породице Ивана Ива Митровића, учитеља са Светог Стефана, учествовали су у Народноослободилачкој борби — синови Никола, Стефан, Ратко и Вељко, као и кћери Вукица, Лепа и Мира. Од њих седморо само двоје (Стефан и Мира) је преживело рат, Вељко је погинуо као партизански борац, док су остали (Никола, Вукица, Лепа и Ратко) стрељани као заточеници Бањичког логора. Вукица је проглашена за народног хероја, док је Ратко као ухапшеник Специјалне полиције одао многе партијске везе, чиме је нанео велику штету НОП у Београду. Такође током рата, страдао је и Андрија Хабуш, супруг Вукице Митровић.

#### Мићуновић
Велики број чланова црногорског братства Мићуновић учествовао је у Народноослободилачкој борби, а неколико њих проглашено је за народне хероје. Истичу се деца Јована Мићуновића — Вељко (проглашен за народног хероја) и Вукашин; деца Ненада Мићуновића — Благота и Вукосава, обоје проглашени за народне хероје; деца Гаврила Мићуновића — Павле и Лазар; деца Баћа Мићуновића — Марко и Вељко; деца Јоша Мићуновића — Жарко и Мирко; деца Бора Мићуновића — Радован и Шпиро; као и други чланови братства, од којих се истичу — Јока Мићуновић, Михаило Мићуновић и дуги.

#### Мркоци
Од седморо деце Фрање Мркоција из Хрватског загорја, њих троје (Тонка, Стјепан и Славко) погинули су током Народноослободилачке борбе. Славко, који је погинуо септембра 1943, проглашен је за народног хероја. Такође за народног хероја проглашен је и његов брат од стрица Марко Мркоци, који је после ослобођења био друштвено-политички радник СР Хрватске.

#### Парента
Троје деце Милоша Паренте, православног свештеника из Задра, страдало је у Народноослободилачкој борби. Син Ненад, који је био лекар, ухапшен је и стрељан на Бањици, септембра 1941, а после рата је проглашен за народног хероја. Ћерка Гордана убијена је у Специјалној полицији, маја 1943, а Олга стрељана на Бањици, августа 1944. године.

#### Петров
Троје деце из породице Петров, која се 1923. из Босне преселила у Банат, страдало је у Народноослободилачкој борби. Марта 1942. у околини Панчева, у сукобу са полицијом и Немцима страдали су Борислав Браца Петров и његова сестра Јелисавета Беба (невенчана супруга Жарка Зрењанина). Старија сестра Драгица ухапшена је септембра 1941. у Панчеву и одведена је у логор на Бањици. Брацина жена Олга Радишић-Петров, такође је била учесница Народноослободилачког покрета и ухапшена је у родној Баранди, октобра 1941. и одведена у Бањички логор. Драгица и Олга, страдале су заједно 9. маја 1942. у гасном-аутомобилу званом „душегупка“.

#### Рибар
Породица предратног политичара Ивана Рибара, активно је учествовала у Народноослободилачкој борби. Он је био председник АВНОЈ-а, његов старији син Иво Лола Рибар, секретар ЦК СКОЈ-а и председник УСАОЈ-а, а млађи син Јурица, члан Политодела Четврте пролетерске бригаде. Најпре је октобра 1943. код Колашина погинуо Јурица, а месец дана касније, приликом бомбардовања аеродрома у Гламочком пољу, страдао је Иво Лола. Јула 1944. четници су у сремском селу Купинову, ухватили Иванову супругу Тоницу и заклали је. Током рата Иванова пасторка, Тоницина ћерка из првог брака, Божена била је затворена у логору на Бањици, а тамо је страдала и Лолина вереница Слобода Трајковић, са члановима своје породице.

#### Срнић
Четворица синова Николе и Јелене Срнић погинула су у току Народноослободилачке борбе. Драгослав је погинуо 1941. у околини Шапца, Момчило и Михајло 1942, а најмлађи седамнаестогодишњи Душко је страдао на путу за Космајски партизански одред. Драгослав звани „Падобранац“ проглашен је за народног хероја.

#### Стаменковић
Деца Тодора и Даринке Стаменковић, активно су учествовала у Народноослободилачкој борби. Од њих седморо — четири брата (Трајко, Божидар, Петар и Драги) и три кћери (Лепосава, Десанка и Василија), само је син Драги преживео рат и после био друштвено-политички радник СР Србије. Двојица њихових синова Трајко и Драги проглашени су народним херојима.

#### Томашевић
Породице три рођена брата Владислава, Вукосава и Риста Томашевића из околине Пријепоља, активно су учествовале у Народноослободилачкој борби. Из породице Владислава Томашевића, кога су јуна 1944. стрељали Немци, погинули су синови Милан и Душан звани „Ћирко“, који је проглашен за народног хероја, као и супруга Љубица, која је умрла од последица мучења четника. Из породице Вукосава Томашевића, кога су 1944. убили четници, заједно са супругом Анђом, страдала је ћерка Зорка, која је убијена у логору Аушвиц, док су деца Јованка, Вук и Коса преживели Бањицу и Аушвиц, а син Миле је био партизански борац. Из породице Риста Томашевића, кога су такође 1944. убили четници, погинула су три сина Раде, Марко и Војин.

#### Херљевић
Читава породица радника Фрање Херљевића из Тузле учествовала је у Народноослободилачкој борби. Њега су 1941. претукле усташе, након чега је убрзо преминуо. Супругу су заједно са шестогодишом ћерком усташе одвеле у логор Јасеновац, где су касније стрељане. Двојица синова су погинули као партизански борци, један је стрељан, док су друга двојица, као партизански борци, преживели рат. Двојица његових синова Албин, који је погинуо и Фрањо, који је преживео рат, проглешени су за народне хероје.

#### Шландер
Четворо деце Ајоза и Марије Шлнадер из Преболда били су предратни чланови Комунистичке партије и СКОЈ, а након окупације Југославије активно су учествовали у Народноослободилачкој борби. Најстарији Славко (1909—1941) био је члан КПЈ од 1932, због чега је био осуђен на три године затвора. Као члан ЦК КП Словеније, био је 1941. један од организатора устанка у Штајерској. Ухапшен је августа 1941. и стрељан истог месеца, а након рата је проглашен за народног хероја. Млађи брат Вилко Шландер (1910—1941) такође је био члан КПЈ, а погинуо је 27. августа 1941. у сукобу са немачком патролом, као командир Цељске партизанске чете. Најмлађа сестра Вера (1921—1943) била је студенткиња медицине и чланица КПЈ, а погинула је 15. јуна 1943. године. Једина из породице Шландер која је преживела рат била је Марија Мица Шландер (1911—1973) чланица КПЈ, која је током рата била члан АВНОЈ-а и СНОС-а, а после рата друштвено-политичка радница СР Словеније. Њен супруг био је познати словеначки револуционар Миха Маринко (1900—1983), који је одликован Орденом народног хероја.

#### Шпаљ
Тројица синова шумара Ивана Шпаља, из села Криви Пут, код Сења, учествовала су у Народноослободилачкој борби. После смрти мајке Марије, они су прешли на школовање у Кореницу, а потом у Загреб, где су постали чланови СКОЈ, а после окупације 1941. учесници илегалних акција. Најстарији Милан, студент Техничког факултета ухапшен је у новембру 1941. и убијен у логору Стара Градишка, јула 1943, а касније је проглашен за народног хероја. Средњи Бранко, студент ветерине био је борац прве загребачке партизанске групе и убијен је у Бјеловару, 1942. године. Најмлађи Лука, ученик гимназије ухапшен је децембра 1941. и умро је у логору Стара Градишка.